# Bridgesia
Bridgesia är ett släkte av kermesbärsväxter. Bridgesia ingår i familjen kermesbärsväxter.
Kladogram enligt Catalogue of Life:
| Bridgesia | \| \| Bridgesia spicata \| \| \| \| |
|           | \| \| Bridgesia spicata \| \| \| \| |
|           | Bridgesia spicata                   |
|           |                                     |